# Genouillé (Charente Marittima)
Genouillé è un comune francese di 797 abitanti situato nel dipartimento della Charente Marittima nella regione della Nuova Aquitania.

## Società

### Evoluzione demografica
Abitanti censiti